# Selonians
Els selonians eren un dels pobles bàltics que habitaven a la regió de Vidzeme, a Letònia. Les restes més antigues daten dels primers segles de l'antiguitat tardana vora el riu Dvinà Occidental però es creu que el poble ja era present a la regió des de l'edat de ferro.
Foren cristianitzats al segle xiii, durant la Croada Livoniana, i van passar a dependre dels senyors feudals letons i lituans. Van desaparèixer com a poble independent cap al segle XV assimilats als veïns bàltics més poderosos. Posteriorment es va extingir la seva llengua, el selià.